# Меча стъпка
Мечата стъпка (Acanthus), известна още като синя шапка и страшник, е род тревисти бодливи растения, обхващащ около 30 различни вида; всяко растение от този род се характеризира с големи бодливи листа и шипове и бели, розови или лилави цветове.
Латинското наименование на растението е заемка от гръцки език. Според древногръцкия мит Аканта е била нимфа, в която се влюбил Аполон. Той искал да я отвлече, но Аканта издрала лицето му с нокти и за да я накаже, Аполон я превърнал в бодливо растение.
Мечата стъпка е разпространена в Средиземноморието. Някои видове (най-вече спинозата (spinosa) и молиса (mollis)) са често отглеждани многогодишни растения.
В България се срещат два вида: бодлив страшник (Acanthus spinosus) и балкански страшник (Acanthus balcanicus).